# Paulo Antônio de Conto
Paulo Antônio de Conto (ur. 12 października 1942 w Encantado) – brazylijski duchowny rzymskokatolicki, w latach 2008–2017 biskup Montenegro.

## Życiorys
Święcenia kapłańskie przyjął 13 lipca 1968 i został inkardynowany do diecezji Santa Cruz do Sul. Przez kilkanaście lat pracował jako duszpasterz parafialny, zaś w 1985 został rektorem diecezjalnego seminarium. W 1991 mianowany wikariuszem generalnym diecezji.
24 lipca 1991 został prekonizowany biskupem São Luíz de Cáceres. Sakrę biskupią otrzymał 15 września 1991. 27 maja 1998 został mianowany biskupem Criciúma, a 2 lipca 2008 biskupem Montenegro. Od 15 lipca 2015 do 24 stycznia 2016 był administratorem apostolskim Passo Fundo. 18 października 2017 przeszedł na emeryturę.